# Antoni Grudziński
Antoni Grudziński (ur. 17 listopada 1897 w Wilnie, zm. 1 grudnia 1981 w Londynie) – pułkownik dyplomowany kawalerii Wojska Polskiego i Polskich Sił Zbrojnych, kawaler Orderu Virtuti Militari, w 1964 mianowany przez Władysława Andersa generałem brygady.

## Życiorys
Studiował na Politechnice w Petersburgu. Służbę w wojsku rozpoczynał w lipcu 1918 w dywizjonie ułanów na Kubaniu, przemianowanym w okresie późniejszym na pułk ułanów 4 Dywizji Strzelców generała Żeligowskiego. Z dywizją powrócił do kraju. Był słuchaczem szkoły podchorążych od listopada 1919 do kwietnia 1920. W czasie wojny polsko-bolszewickiej dowodził plutonem w 14 pułku ułanów, do listopada 1926 był w tym samym pułku adiutantem.
Z dniem 2 listopada 1926 został przydzielony do Wyższej Szkoły Wojennej w Warszawie, w charakterze słuchacza Kursu Normalnego 1926–1928. Z dniem 31 października 1928, po ukończeniu kursu i otrzymaniu dyplomu naukowego oficera Sztabu Generalnego, został przydzielony do Dowództwa 2 Dywizji Kawalerii w Warszawie na stanowisko oficera sztabu. 24 kwietnia 1930 został przesunięty na stanowisko pełniącego obowiązki szefa sztabu 2 Dywizji Kawalerii w Warszawie. Z dniem 1 listopada 1930 został przydzielony do składu osobowego inspektora armii we Lwowie. Powraca w listopadzie 1934 na dowódcę szwadronu w 14 pułku ułanów Jazłowieckich we Lwowie, a w styczniu 1935 otrzymał przydział do Oddziału III Sztabu Głównego. W lipcu 1939 został mianowany zastępcą dowódcy 14 pułku ułanów we Lwowie.

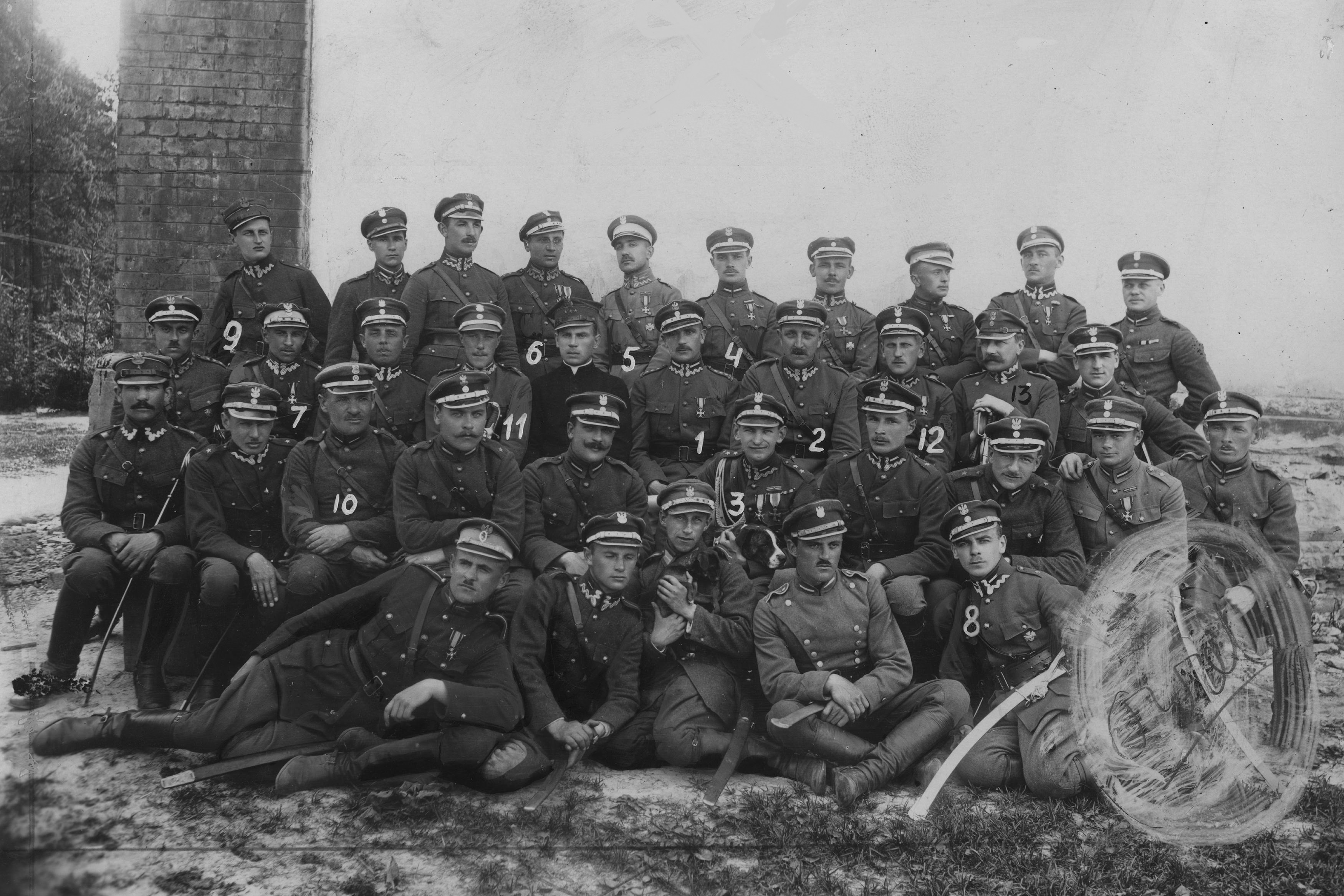
Korpus oficerski 14 puł. we Lwowie; 1921. Ppor. Antoni Grudziński 1. z prawej w pierwszym rzędzie

Kampanię wrześniową odbywał w Oddziale Operacyjnym Sztabu Naczelnego Wodza w Polsce, a następnie we Francji, gdzie został przydzielony do Oddziału Operacyjnego Sztabu XX Korpusu Francuskiego. Zastępca szefa Oddziału III sztabu Naczelnego Wodza w Londynie od czerwca 1940. 30 czerwca 1941 objął dowództwo dywizjonu rozpoznawczego I Korpusu, który 30 czerwca 1942 został przeformowany w 1 pułk rozpoznawczy. 13 lipca 1942 przekazał dowodzenie pułkiem i przeszedł na stanowisko zastępcy dowódcy 16 Brygady Pancernej. Oficer do zleceń szefa w sztabie Naczelnego Wodza w Londynie w latach 1943–1944, a od marca do września 1944 oficerem łącznikowym Naczelnego Wodza przy brytyjskim Dowództwie 21 Grupy Armii. We wrześniu 1944 został wyznaczony na stanowisko zastępcy dowódcy 10 Brygady Kawalerii Pancernej. Od czerwca 1945 do czerwca 1947 dowodził tą brygadą. W czerwcu 1947 wstąpił do Polskiego Korpusu Przysposobienia i Rozmieszczenia i objął w nim dowództwo 54 Grupy Brygadowej PKPR. 
Po demobilizacji osiadł w Londynie. 27 maja 1978 został mianowany zastępcą przewodniczącego Wojskowej Komisji Orzekającej. Był współpracownikiem Instytutu im. gen. Sikorskiego w Londynie. Zginął 1 grudnia 1981 w wypadku drogowym.

## Awanse
- podporucznik – 1 czerwca 1919
- porucznik – 1 września 1920
- rotmistrz – 1 stycznia 1929
- major – 1 stycznia 1936
- podpułkownik – 3 maja 1940
- pułkownik – 1 stycznia 1945
- generał brygady – 1 stycznia 1964[11]

## Ordery i odznaczenia
- Krzyż Srebrny Orderu Wojskowego Virtuti Militari  nr 6934 – 10 maja 1922[12]
- Krzyż Niepodległości (20 lipca 1932)[13]
- Krzyż Komandorski Orderu Odrodzenia Polski (1 grudnia 1981)[14]
- Krzyż Walecznych (dwukrotnie „za czyny męstwa i odwagi wykazane w bojach toczonych w latach 1918–1921”)
- Krzyż Walecznych (dwukrotnie za kampanię 1944–1945)[15]
- Złoty Krzyż Zasługi z Mieczami
- Srebrny Krzyż Zasługi (17 marca 1930)[16]
- Odznaka Pamiątkowa Generalnego Inspektora Sił Zbrojnych (12 maja 1936)

- Kawaler Orderu Legii Honorowej (Francja)[17]
- Krzyż Wojenny (Croix de Guerre) z palmą (Francja)[17]
- Krzyż Wojenny (Croix de Guerre 1940) z palmą (Belgia)[18]
- Medal Brązowego Lwa (Holandia)[19]
- Oficer Orderu Imperium Brytyjskiego (Wielka Brytania)[20]